# Europaspiele 2019/Judo
Bei den Europaspielen 2019 wurden 15 Wettbewerbe im Judo ausgetragen. Die Wettbewerbe stellten gleichzeitig die Judo-Europameisterschaften 2019 dar.

## Bilanz

### Medaillenspiegel
| Platz | Land                    | Gold | Silber | Bronze | Gesamt |
| ----- | ----------------------- | ---- | ------ | ------ | ------ |
| 01    | Russland                | 3    | 3      | 2      | 8      |
| 02    | Georgien                | 2    | 1      | 4      | 7      |
| 03    | Frankreich              | 2    | —      | 4      | 6      |
| 04    | Ukraine                 | 2    | —      | —      | 2      |
| 05    | Kosovo                  | 1    | 1      | 1      | 3      |
| 06    | Belgien                 | 1    | —      | 1      | 2      |
| 06    | Schweden                | 1    | —      | 1      | 2      |
| 06    | Slowenien               | 1    | —      | 1      | 2      |
| 09    | Türkei                  | 1    | —      | —      | 1      |
| 09    | Belarus                 | 1    | —      | —      | 1      |
| 11    | Niederlande             | —    | 2      | 2      | 4      |
| 12    | Aserbaidschan           | —    | 1      | 4      | 5      |
| 13    | Großbritannien          | —    | 1      | 1      | 2      |
| 13    | Italien                 | —    | 1      | 1      | 2      |
| 13    | Portugal                | —    | 1      | 1      | 2      |
| 13    | Spanien                 | —    | 1      | 1      | 2      |
| 17    | Bosnien und Herzegowina | —    | 1      | —      | 1      |
| 17    | Bulgarien               | —    | 1      | —      | 1      |
| 17    | Israel                  | —    | 1      | —      | 1      |
| 20    | Österreich              | —    | —      | 2      | 2      |
| 21    | Deutschland             | —    | —      | 1      | 1      |
| 21    | Griechenland            | —    | —      | 1      | 1      |
| 21    | Kroatien                | —    | —      | 1      | 1      |
| 21    | Ungarn                  | —    | —      | 1      | 1      |

## Männer
| Disziplin                      | Gold                 | Silber              | Bronze                                     |
| ------------------------------ | -------------------- | ------------------- | ------------------------------------------ |
| Extraleichtgewicht (bis 60 kg) | Luchum Tschchwimiani | Francisco Garrigós  | Amiran Papinaschwili Jorre Verstraeten     |
| Halbleichtgewicht (bis 66 kg)  | Heorhij Santaraja    | Matteo Medves       | Bagrat Niniaschwili Wascha Margwelaschwili |
| Leichtgewicht (bis 73 kg)      | Tommy Macias         | Rustam Orujov       | Hidayət Heydərov Georgios Azoidis          |
| Halbmittelgewicht (bis 81 kg)  | Matthias Casse       | Iwajlo Iwanow       | Luka Maisuradse Attila Ungvári             |
| Mittelgewicht (bis 90 kg)      | Mikail Özerler       | Li Kochman          | Mammadali Mehdiyev Chussein Chalmursajew   |
| Halbschwergewicht (bis 100 kg) | Arman Adamjan        | Warlam Liparteliani | Elmar Gasimov Cyrille Maret                |
| Schwergewicht (über 100 kg)    | Guram Tuschischwili  | Inal Tassojew       | Stephan Hegyi Henk Grol                    |

## Frauen
| Disziplin                      | Gold                | Silber            | Bronze                               |
| ------------------------------ | ------------------- | ----------------- | ------------------------------------ |
| Extraleichtgewicht (bis 48 kg) | Darja Bilodid       | Irina Dolgowa     | Julia Figueroa Maruša Štangar        |
| Halbleichtgewicht (bis 52 kg)  | Majlinda Kelmendi   | Natalja Kusjutina | Chelsie Giles Amandine Buchard       |
| Leichtgewicht (bis 57 kg)      | Darja Meschezkaja   | Nora Gjakova      | Pauline Starke Telma Monteiro        |
| Halbmittelgewicht (bis 63 kg)  | Clarisse Agbegnenou | Alice Schlesinger | Maria Centracchio Sanne Vermeer      |
| Mittelgewicht (bis 70 kg)      | Margaux Pinot       | Sanne van Dijke   | Barbara Matić Anna Bernholm          |
| Halbschwergewicht (bis 78 kg)  | Klara Apotekar      | Guusje Steenhuis  | Loriana Kuka Madeleine Malonga       |
| Schwergewicht (über 78 kg)     | Maryna Sluzkaja     | Larisa Cerić      | Iryna Kindzerska Xenija Tschibissowa |

## Mixed
| Disziplin  | Gold | Silber | Bronze | Bronze |
| ---------- | --- | --- | --- | --- |
| Mannschaft | RusslandAlexandra Babinzewa Xenija Tschibissowa Darja Dawydowa Chussein Chalmursajew Alan Chubezow Anastassija Konkina Darja Meschezkaja Musa Moguschkow Aljona Prokopenko Inal Tassojew Denis Jarzew Kasbek Sankischijew | PortugalAnri Egutidze Jorge Fernandes Jorge Fonseca Telma Monteiro Rochele Nunes Joana Ramos Tiago Rodrigues Patrícia Sampaio Nuno Saraiva Bárbara Timo | FrankreichAmandine Buchard Guillaume Chaine Axel Clerget Aurélien Diesse Marie-Ève Gahié Priscilla Gneto Kilian Le Blouch Madeleine Malonga Cyrille Maret Anne Fatoumata M’Bairo Margaux Pinot | ÖsterreichDaniel Allerstorfer Shamil Borchashvili Marko Bubanja Sabrina Filzmoser Bernadette Graf Stephan Hegyi Magdalena Krssakova Michaela Polleres Lukas Reiter Katharina Tanzer |